# 山伏

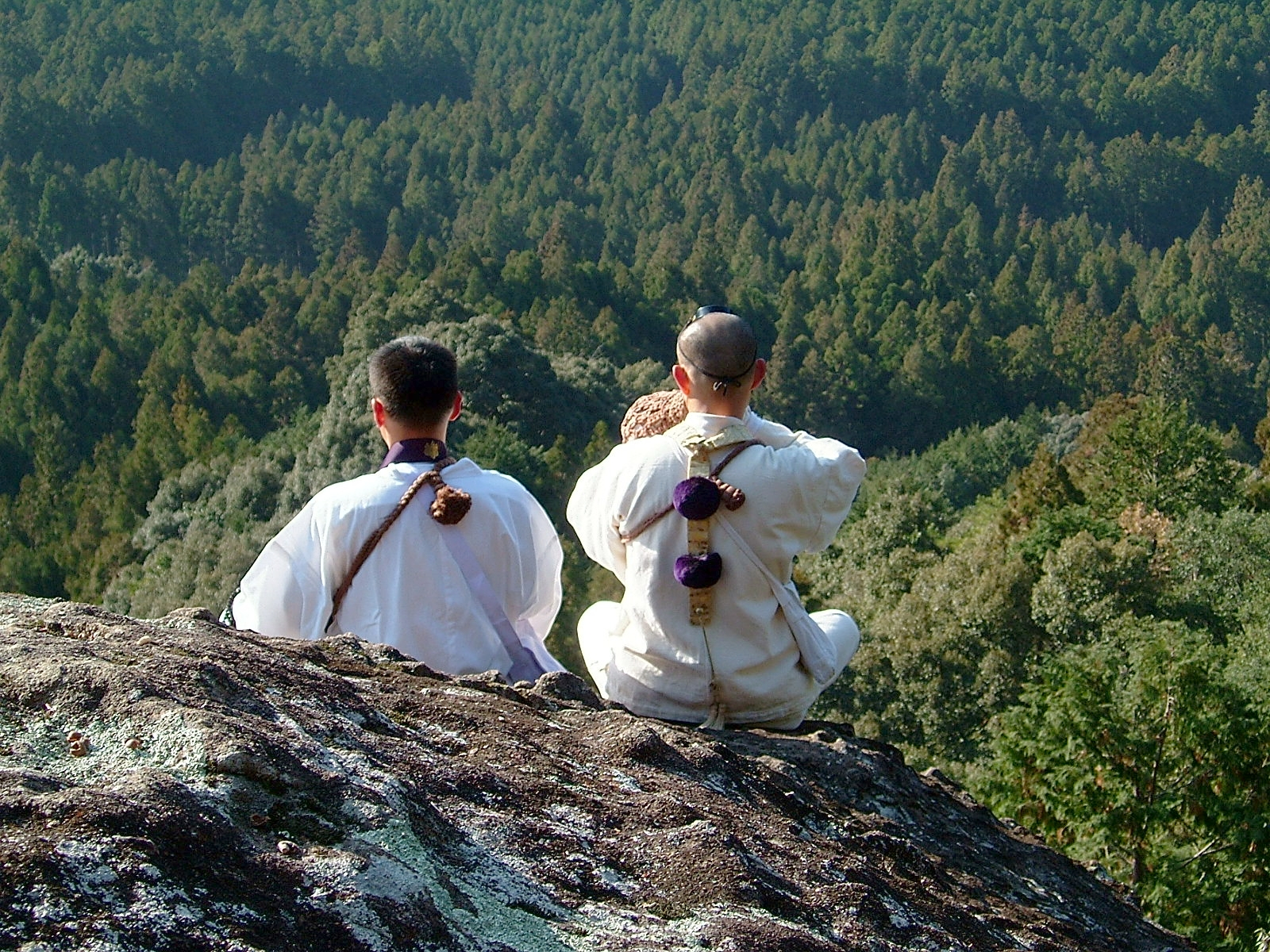
在熊野山中吹法螺貝修行中的山伏

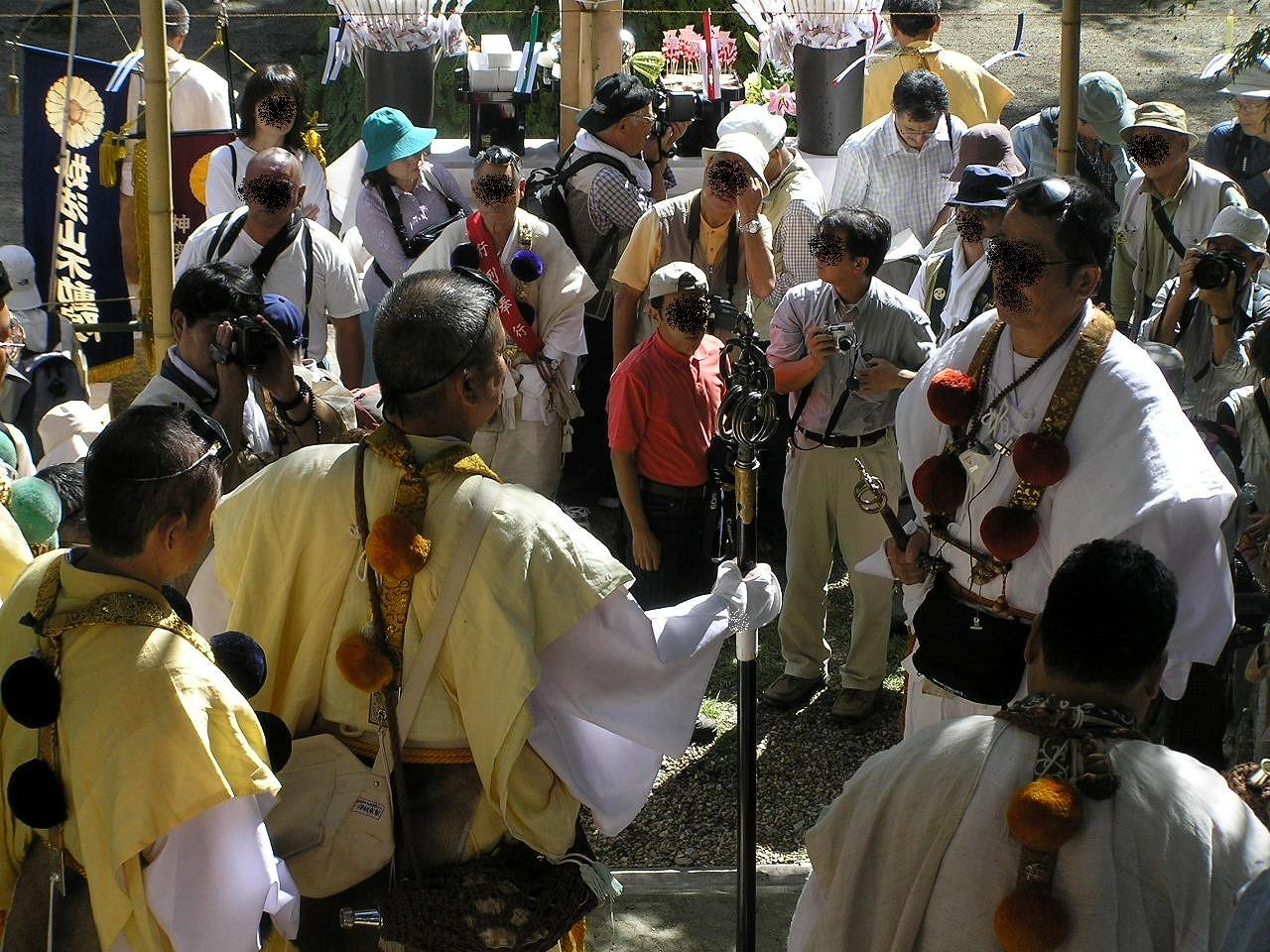
山伏問答（伽耶院採燈大護摩供）

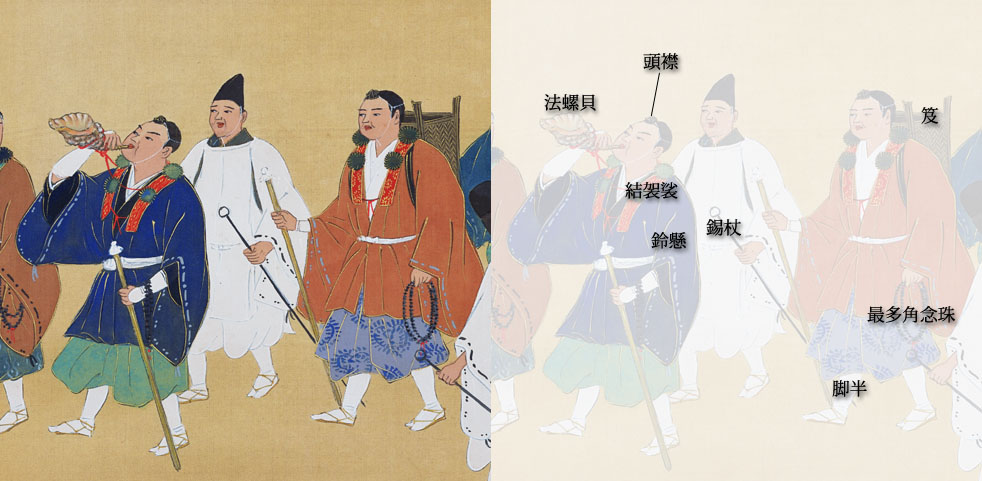
山岳修行者的裝束（都年中行事畫帖〈1928年〉）

山伏（やまぶし）是在山中徒步、修行的修驗道之行者。也稱作「修驗者」（しゅげんじゃ）。
以奈良吉野山地的大峯山（金峯山寺）為代表，在大山（鳥取縣）、羽黑山（山形縣）等日本各地的靈山嚴修苦行，吸收山岳的自然靈力。
頭戴名為頭巾的多角形小帽子，手持名為錫杖的金屬杖。身穿名為袈裟或篠懸的麻織法衣。為了在山中互相連絡或傳送信號，持有法螺貝。

## 修驗十六道具
山伏獨特的修驗十六道具各自象徵不二之世界、十界、不動明王、母胎等。攜帶這些道具修行，修驗者本身會擁有這些道具的力量。
1.頭襟 - 2.鈴懸（篠懸） - 3.結袈裟（不動袈裟） - 4.最多角念珠 - 5.法螺 - 6.斑蓋（檜笠） - 7.錫杖（菩薩錫杖） - 8.笈（箱笈） - 9.肩箱 - 10.金剛杖 - 11.引敷 - 12.脚半 - 13.八目草鞋 - 14.檜扇 - 15.柴打 - 16.走繩（螺緒） - 17.簠簋扇
上記的一覽之中，1.～12.稱作山伏十二道具、1.～16.稱作山伏十六道具。

## 修行體驗
山伏除了神佛習合的神社佛閣所屬的僧侶或神職，也有在家信者組織「講」修行的一般人。山伏的「講」多屬於真言宗系當山派的醍醐寺或天台宗系本山派的聖護院。其他還有吉野的教派神道、單立寺院等不屬於當山派或本山派的山伏。

## 關連項目
- 山伏信仰
- 六根清浄

## 外部連結
- 山伏修行體驗塾 （页面存档备份，存于）
- （日語）日本山岳修驗學會 （页面存档备份，存于）